# غوغا بيتادز
غوغا بيتادز مواليد 20 يوليو 1999 في تبليسي، جورجيا، هو لاعب كرة سلة جورجي. يلعب في الدوري الصربي لكرة السلة كلاعب وسط. يحمل الرقم 35. لعب مع نادي فيتا تبليسي لكرة السلة في دوري السوبر الجورجي لكرة السلة ونادي ميغا لكرة السلة في الدوري الصربي لكرة السلة.

## روابط خارجية
- غوغا بيتادز على موقع الاتحاد الدولي لكرة السلة (الإنجليزية)
- غوغا بيتادز على موقع الدوري الأوروبي لكرة السلة (الإنجليزية)
- غوغا بيتادز على موقع إن بي أي (الإنجليزية)
- غوغا بيتادز على موقع سبورتس رفرنس (الإنجليزية)
- غوغا بيتادز على موقع كرة السلة الأوروبية.كوم (الإنجليزية)
- غوغا بيتادز على موقع DraftExpress.com (الإنجليزية)
- غوغا بيتادز على موقع إي إس بي إن.كوم (الإنجليزية)
- غوغا بيتادز على موقع ريلجم (الإنجليزية)
- غوغا بيتادز على موقع بروبوليرز (الإنجليزية)
- غوغا بيتادز على موقع سبورتس رفرنس (الإنجليزية)